# Androniscus dentiger
Espèce
Androniscus dentiger, le cloporte rosâtre, est une espèce de crustacés isopodes de la famille des Trichoniscidae.

## Description
Ce cloporte mesure de 6 à 8 millimètres de long, et est généralement de couleur rose ou orange.

## Distribution
Cette espèce se rencontre de la Grande-Bretagne à l'Afrique du Nord.
Identifiée comme trogloxène, on la trouve dans les milieux sombres ainsi que dans le milieu interstitiel et les grottes,,.